# فرودگاه جبال‌پور
فرودگاه جبال‌پور (به انگلیسی: Jabalpur Airport) (به زبان بومی: Dumna Airport) یک فرودگاه همگانی با کد یاتا JLR است که یک باند فرود آسفالت دارد و طول باند آن ۱۹۸۸ متر است. این فرودگاه در شهر جبال‌پور کشور هند قرار دارد و در ارتفاع ۴۹۵ متری از سطح دریا واقع شده‌است.

## شرکت‌های هواپیمایی و مقصدهای پروازی
| شرکت‌های هواپیمایی  | مقصدهای پروازی                                        |
| ------------------ | ----------------------------------------------------- |
| ایر ایندیا رجیونال | ایندیرا گاندی، راجیو گاندی                            |
| اسپایس‌جت           | بلگایوم، ایندیرا گاندی، راجیو گاندی، چاتراپاتی شیواجی |
| Zoom Air           | ایندیرا گاندی، نتاجی سبهاش چندر بوس، پون              |